# 王恭
王 恭（おう きょう、生年不詳 - 隆安2年9月17日（398年10月13日））は、中国の東晋の武将、政治家。字は孝伯。本貫は太原郡晋陽県。父は王蘊。子は王曇亨と王愔之ら。

## 生涯
孝武帝の皇后王法慧の兄であり、東晋皇室の外戚であった。このため孝武帝の時代に著作郎・前将軍・鎮北将軍・兗青二州刺史など要職に任命され、太元13年（388年）に謝玄が没した後には北府軍の総帥となり、京口に鎮した。
孝武帝や謝玄の没後、皇族の司馬道子や王恭の同族である側近の王国宝が政権を握って専制し、さらに王国宝が軍権を奪おうとした事に不満を爆発させた王恭は、君側の奸を誅罰すると称して同じく不満を高めていた西府軍の殷仲堪と結託して隆安2年（398年）に挙兵した。司馬道子は王恭の要求を容れて王国宝を殺害し、王恭もこれで一旦は兵を収めたが、間もなく司馬道子も討つべく再度挙兵した。王恭は西府軍の殷仲堪・桓玄と結託して建康に迫ったが、司馬道子の息子司馬元顕の調略で配下の勇将劉牢之が北府軍総帥の地位を条件にして裏切り王恭軍を急襲したために敗北し、単独で桓玄の陣に逃亡したが、逃走中に密告されて捕らえられた。そして司馬元顕の命令により、京師において死刑となった。
死刑になる直前、王恭の顔色は常の日と異ならず、泰然自若として髪や髭をなでつくろい、とてもこれから死刑に臨む人物には見えなかったという。そして死刑執行人に対して「自分は人を信じすぎる。こういう結果になったのはそのためだ。我が本心は晋に不忠があったわけではない。ただ100世の後に王恭あるを知らしめたかっただけなのだ」と述べて死刑に臨んだという。
王恭は武将というより、王導や謝安と並ぶ東晋の代表的な風流貴公子であり、その風刺は春日の柳のごとく、雪の中を輿に乗り、鶴の羽の衣を着たところは真に神仙中の人であったと称せられている。